# توبلی، بنگوت
توبلی، بنگوت (به لاتین: Tublay, Benguet) یک سکونتگاه مسکونی در فیلیپین است که در بنگوئه واقع شده‌است.

## خصوصیات
توبلی ۱۰۲٫۵۵ کیلومترمربع مساحت و ۱۶٬۵۵۵ نفر جمعیت دارد.